# Pierre Piffon
Pierre Piffon est un homme politique français né et décédé à une date inconnue.
Curé de Valeyrac en Gascogne, il est député du clergé aux États généraux de 1789 pour la sénéchaussée de Bordeaux. Il émigre en 1791 et rentre en l'an III.

## Sources
- « Pierre Piffon », dans Adolphe Robert et Gaston Cougny, Dictionnaire des parlementaires français, Edgar Bourloton, 1889-1891 [détail de l’édition]